# Victory Mountains
Victory Mountains är en bergskedja i Antarktis. Den ligger i Östantarktis. Nya Zeeland gör anspråk på området.
Victory Mountains sträcker sig 39 kilometer i sydvästlig-nordostlig riktning. Den högsta toppen är Riddolls, 3 295 meter över havet.
Topografiskt ingår följande toppar i Victory Mountains:
- Mount Frosch
- Hackerman Ridge
- Mount Lopatin
- McElroy Ridge
- Mount Payne
- Mount Randall
- Mount Riddolls
- Stever Ridge